# Thea Louise Stjernesund
Thea Louise Stjernesund (* 24. November 1996 in Lørenskog) ist eine norwegische Skirennläuferin. Sie ist auf die Disziplinen Riesenslalom und Slalom spezialisiert.

## Biografie
Stjernesund begann im Dezember 2011 als 15-Jährige an FIS-Rennen teilzunehmen und konnte im Februar 2013 erstmals auf dieser Stufe gewinnen. Schon bald zeichnete sich eine Spezialisierung auf die technischen Disziplinen ab. Ihren ersten Einsatz im Europacup hatte sie am 1. Dezember 2014 im Riesenslalom von Hemsedal, den sie auf Platz 22 beendete. Im weiteren Verlauf der Europacupsaison 2014/15 gelangen ihr jedoch keine zählbaren Ergebnisse. Während der Saison 2015/16 konnte sie sich allmählich im Mittelfeld etablieren. Bei den Juniorenweltmeisterschaften 2016 in Sotschi gewann sie die Bronzemedaille im Mannschaftswettbewerb.
Nach einem durchzogenen Europacupwinter 2016/17 gelang Stjernesund gegen Ende der Europacupsaison 2017/18 der Durchbruch, als sie insgesamt fünf Podestplätze erzielte. Unter anderem gewann sie die Riesenslaloms von Zinal und La Molina, womit sie punktgleich mit Kristine Gjelsten Haugen die Europacup-Riesenslalomwertung für sich entschied und einen fixen Startplatz im Weltcup sicherte. Bei ihrem Weltcupdebüt am 27. Oktober 2018, dem Riesenslalom auf dem Rettenbachferner in Sölden, fuhr sie überraschend auf den neunten Platz und gewann auf Anhieb die ersten Weltcuppunkte. In ihrer Premierensaison fuhr sie weitere drei Mal unter die besten 15, in der Saison 2019/20 zweimal. Am 26. November 2020 fuhr sie als Sechste des Parallelrennens von Lech erstmals unter die besten zehn, ansonsten blieb sie während der Saison 2020/21 eher unter den Erwartungen. Ausnahme waren die Weltmeisterschaften 2021 in Cortina d’Ampezzo, wo sie überraschend den Weltmeistertitel im Mannschaftswettbewerb gewann. Den erfolgreichen Winter schloss sie mit zwei norwegische Meistertiteln im Riesenslalom und Slalom ab.
Ihre erste Podestplatzierung in einem Weltcuprennen erzielte Stjernesund am 13. November 2021 als Zweite des Parallelrennens von Lech, wobei sie sich erst im Finale der Slowenin Andreja Slokar geschlagen geben musste. Im weiteren Verlauf der Saison 2021/22 kamen zwei weitere Top-10-Platzierungen hinzu. Weitere Medaillen im Mannschaftswettbewerb gewann sie bei den Olympischen Winterspielen 2022 in Peking und bei den Weltmeisterschaften 2023 in Méribel, hinzu kam 2023 die Bronzemedaille im Parallelrennen. Beim Weltcupfinale in Soldeu verpasste sie als Zweitplatzierte hinter Mikaela Shiffrin knapp ihren ersten Riesenslalomsieg.

## Erfolge

### Olympische Spiele
- Peking 2022: 3. Mannschaftswettbewerb, 6. Riesenslalom, 15. Slalom

### Weltmeisterschaften
- Åre 2019: 5. Mannschaftswettbewerb, 18. Riesenslalom
- Cortina d’Ampezzo 2021: 1. Mannschaftswettbewerb, 22. Slalom
- Méribel 2023: 2. Mannschaftswettbewerb, 3. Parallelrennen, 8. Riesenslalom, 13. Slalom
- Saalbach-Hinterglemm 2025: 4. Riesenslalom, 7. Mannschaftswettbewerb

### Weltcup
- 25 Platzierungen unter den besten zehn in Einzelrennen, davon 4 Podestplätze
- 2 Podestplätze in Mannschaftswettbewerben, davon 1 Sieg

### Weltcupwertungen
| Saison  | Gesamt | Gesamt | Riesenslalom | Riesenslalom | Slalom | Slalom | Parallel | Parallel |
| Saison  | Platz  | Punkte | Platz        | Punkte       | Platz  | Punkte | Platz    | Punkte   |
| ------- | ------ | ------ | ------------ | ------------ | ------ | ------ | -------- | -------- |
| 2018/19 | 49.    | 140    | 13.          | 132          | 52.    | 8      | –        | –        |
| 2019/20 | 44.    | 136    | 24.          | 51           | 27.    | 49     | 14.      | 36       |
| 2020/21 | 54.    | 98     | –            | –            | 26.    | 58     | 6.       | 40       |
| 2021/22 | 35.    | 256    | 17.          | 116          | 27.    | 60     | 2.       | 80       |
| 2022/23 | 20.    | 406    | 10.          | 236          | 14.    | 170    | –        | –        |
| 2023/24 | 25.    | 369    | 7.           | 307          | 33.    | 62     | –        | –        |

### Europacup
- Saison 2017/18: 6. Gesamtwertung, 1. Riesenslalomwertung, 8. Slalomwertung
- 6 Podestplätze, davon 2 Siege:

| Datum        | Ort       | Land    | Disziplin    |
| ------------ | --------- | ------- | ------------ |
| 1. März 2018 | Zinal     | Schweiz | Riesenslalom |
| 8. März 2018 | La Molina | Spanien | Riesenslalom |

### Juniorenweltmeisterschaften
- Sotschi 2016: 3. Mannschaftswettbewerb, 11. Kombination, 18. Riesenslalom, 23. Super-G
- Åre 2017: 8. Riesenslalom, 10. Kombination, 21. Abfahrt, 32. Super-G

### Weitere Erfolge
- 2 norwegische Meistertitel: Riesenslalom und Slalom 2021
- 17 Siege in FIS-Rennen